# Dmîtrivka, Hoșcea
Dmîtrivka (în ucraineană Дмитрівка) este un sat în comuna Reasnîkî din raionul Hoșcea, regiunea Rivne, Ucraina.

## Demografie
Componența lingvistică a localității Dmîtrivka
     Ucraineană (99,25%)
     Alte limbi (0,75%)
Conform recensământului din 2001, majoritatea populației localității Dmîtrivka era vorbitoare de ucraineană (99,25%), existând în minoritate și vorbitori de alte limbi.